# Balas & Bolinhos - O Regresso
Balas & Bolinhos - O Regresso é um filme português de comédia de 2004, escrito e realizado por Luís Ismael.

## Elenco
- Jorge Neto - Rato
- Luís Ismael - Tone
- J. D. Duarte - Culatra
- João Pires - Bino
- Rosário Sousa - Marilin
- Fernando Rocha - Faísca
- Aurélio Queirós - Realizador
- João Castro - Bifes
- Angelino Pereira - Padre
- Jorge Mendes - Cabeças
- Pedro Carvalho - Ximenes